# Volt Belgien

Karte mit allen Verbänden von Volt Europa

Volt Belgien (Kurzbezeichnung: Volt, niederländisch Volt België, französisch Volt Belgique) ist eine politische Partei in Belgien. Sie ist eine interne Sektion von Volt Europa.

## Inhaltliches Profil
Als Teil der paneuropäischen Bewegung Volt Europa strebt die Partei an, aktuelle Herausforderungen und Themen wie den Klimawandel, Migration oder Arbeitslosigkeit durch eine engere europäische Zusammenarbeit zu lösen. Die Partei setzt sich für Bürgerbeteiligung und mehr Transparenz in der Politik ein.
Schwerpunkte des Programms bilden demokratische Reformen, der Klimawandel und die Schaffung gesunder Ökosysteme, die Stärkung sozialen Rechte und der Arbeitnehmerrechte und die Konsolidierung der EU sowohl in wirtschaftlicher und außenpolitischer Hinsicht.

### Europapolitik
Die Partei strebt die Gründung eines föderalen geeinten Europas an. Dazu will die Partei das Europaparlament stärken und eine europäische Regierung mit einem europäischen Premierminister.

### Verteidigungspolitik
Um die Effizienz von bei der Beschaffung von Rüstungsgütern zu steigern, strebt die Partei eine engere Kooperation und gemeinsame Beschaffungen in der Europäischen Union an. Die Partei befürwortet die Schaffung einer Europäischen Armee.

### Transparenz
Die Partei setzt sich für Maßnahmen ein, um die Transparenz politischer Prozesse zu erhöhen. Dabei setzt sie insbesondere auf öffentlich verfügbare Daten. Daneben fordert sie mehr Engagement zur Korruptionsbekämpfung und Maßnahmen zur Regulierung von Lobbyaktivitäten. Außerdem schlägt sie Warnsystemen und Vertragsverletzungsverfahren zur Bekämpfung von Verstößen gegen die Grundfreiheiten vor.

### Sozialpolitik
Volt setzt sich für bezahlbaren Wohnraum und Stadtplanung nach dem Vorbild von Wien und Barcelona ein.

### Verkehrspolitik
Der öffentliche Personennahverkehr soll ausgebaut und günstiger werden. Die Schieneninfrastruktur für Züge als auch Straßenbahnnetze in kleineren und mittleren Städten sollen ausgebaut werden. Die Partei schlägt außerdem die Einführung einer Jahreskarte zur unbegrenzten Nutzung von Zügen für 250 € im Jahr vor.

### Einwanderungs- und Asylpolitik
Volt setzt sich für eine Reform der Einwanderungspolitik mit dem Schwerpunkt auf einer Integration, die eine „menschenwürdige Behandlung“ gewährleistet, ein.

### Bildungspolitik
In Schulen sollen wenn es nach Volt geht kostenlose gesunde Schulmahlzeiten angeboten werden. Außerschulische Betreuung soll gestärkt, mehr Autonomie und Flexibilität für Lehrer ermöglicht werden und Integration von Zukunftskompetenzen wie Programmierung, KI und Klimawissen in den Lehrplan aufgenommen werden. Lebenslanges Lernen soll durch bezahlten Sonderurlaub für Weiterbildungen gefördert werden.

## Geschichte
Volt ist in Belgien seit 2017 aktiv und wurde am 28. Juli 2018 offiziell als Partei gegründet. Der damals 19-jährige Arno Sterck wurde zum Vorsitzenden gewählt. 2018 nahm die Partei an den Kommunalwahlen teil und war damit die erste nationale Sektion von Volt Europa, die sich an Wahlen beteiligte. Im April 2022 wählte die Partei die Deutsch-Französin Johanna Dirlewanger-Lücke und den Deutsch-Italiener Carlo Giovanni Giudice als neue Parteivorsitzende.
Bei ihrer Aufstellungsversammlung im Oktober wählte die Partei Sophie in ’t Veld für das niederländischsprachige, Suzana Carp für das französischsprachige und André Florent Staes für das deutschsprachige Wahlgremium als Spitzenkandidaten für die Europawahl 2024.
Im April 2024 schloss sich ein zuvor unabhängiger Stadtrat aus Lebbeke der Partei an, womit Volt ihr erstes Mandat in Belgien erhielt.

## Wahlen

### 2019
Die Partei nahm bei den Kommunalwahlen 2018 in Ixelles (0,58 %) und Etterbeek (1,53 %) sowie auf einer Liste mit der lokalen Piratenpartei in Antwerpen (0,52 %) teil. Bei der Wahl zum Europäischen Parlament 2019 nahm Volt nur am niederländischsprachigen Wahlkollegium teil und erhielt 0,48 % der Stimmen. Bei der Parlamentswahl in Belgien 2019 nahm Volt im Wahlkreis Antwerpen teil und erhielt 1669 Stimmen, das sind 0,14 % der Stimmen im Wahlkreis und 0,02 % der Stimmen landesweit.

### 2024
Die Partei trat bei den Europawahlen im niederländischsprachigen Wahlkollegium an. Spitzenkandidat war Sophie in ’t Veld mit Bram Vandeninden. Die Partei trat außerdem an den nationalen Parlamentswahlen und bei den Regionalwahlen in Brüssel und Flandern an.
Um wählbar zu sein, müssen Parteien insgesamt 13.500 Unterstützungsunterschriften sammeln. Aufgrund von Fehlern im System für die digitale Unterschriftensammlung beschwerte sich die Partei unter anderem im Januar 2024 in einem offenen Brief über die Mängel.
Gemeinsam mit 4 anderen Parteien veröffentlichte Volt im Vorfeld der Wahl einen Appell zur demokratischen Erneuerung, in dem sie eine Reform des Wahlrechts zu einem vollständigen Verhältniswahlsystem und eine Reihe von Maßnahmen zur Abschaffung von Wahlhürden und der Benachteiligung kleiner Parteien vorschlugen.
Bei den Kommunal- und Provinzialwahlen in Belgien 2024 tritt die Partei gemeinsam mit verschiedenen anderen Parteien an.

## Struktur
Die Partei wird von einer Doppelspitze aus einem Mann und einer Frau geführt.

## Finanzen
Die Partei hat sich aus Transparenzgründen selbst dazu verpflichtet, alle Spenden die 500 Euro übersteigen auf ihrer Website zu veröffentlichen.
Für Social Media Werbung gab Volt 2021 100 Euro, 2022 250 Euro bei Facebook und Instagram aus.